# Morinosuke Chiwaki
Morinosuke Chiwaki (jap. 血脇守之助 Chiwaki Morinosuke; ur. 1 lutego 1870, zm. 24 lutego 1947) – japoński stomatolog, przewodniczący Japońskiego Towarzystwa Dentystycznego. Był też jednym z założycieli Szkoły Dentystów Takayama (obecnie Tokijska Szkoła Wyższa Dentystyki) i jednym z nauczycieli Hideyo Noguchiego.